# Tenuipalpus metopii
Tenuipalpus metopii är en spindeldjursart som beskrevs av De Leon 1956. Tenuipalpus metopii ingår i släktet Tenuipalpus och familjen Tenuipalpidae. Inga underarter finns listade i Catalogue of Life.